# Cérons
Cérons är en kommun i departementet Gironde i regionen Nouvelle-Aquitaine i sydvästra Frankrike. Kommunen ligger i kantonen Podensac som tillhör arrondissementet Langon. År 2022 hade Cérons 2 131 invånare.

## Befolkningsutveckling
Antalet invånare i kommunen Cérons
Referens:INSEE